# Oscarsgalan 1940
Oscarsgalan 1940, som var den 12:e upplagan av Oscarsgalan där det prestigefyllda amerikanska filmpriset Oscar delades ut till filmer som kom ut under 1939, hölls 29 februari 1940 i Kokosnötlunden vid Ambassador Hotel i Los Angeles. Programledare för galan var Bob Hope.
Borta med vinden hade flest nomineringar och vann dessutom flest priser under galan, inklusive för Bästa film. Hattie McDaniel blev den första afroamerikanen någonsin som nominerades för och vann en Oscar, hon vann för bästa kvinnliga biroll i Borta med vinden. Sidney Howard blev den första att bli nominerad och vinna en Oscar postumt.

## Vinnare och nominerade
Vinnarna listas i fetstil.
| Enastående produktion | Bästa regi |
| --- | --- |

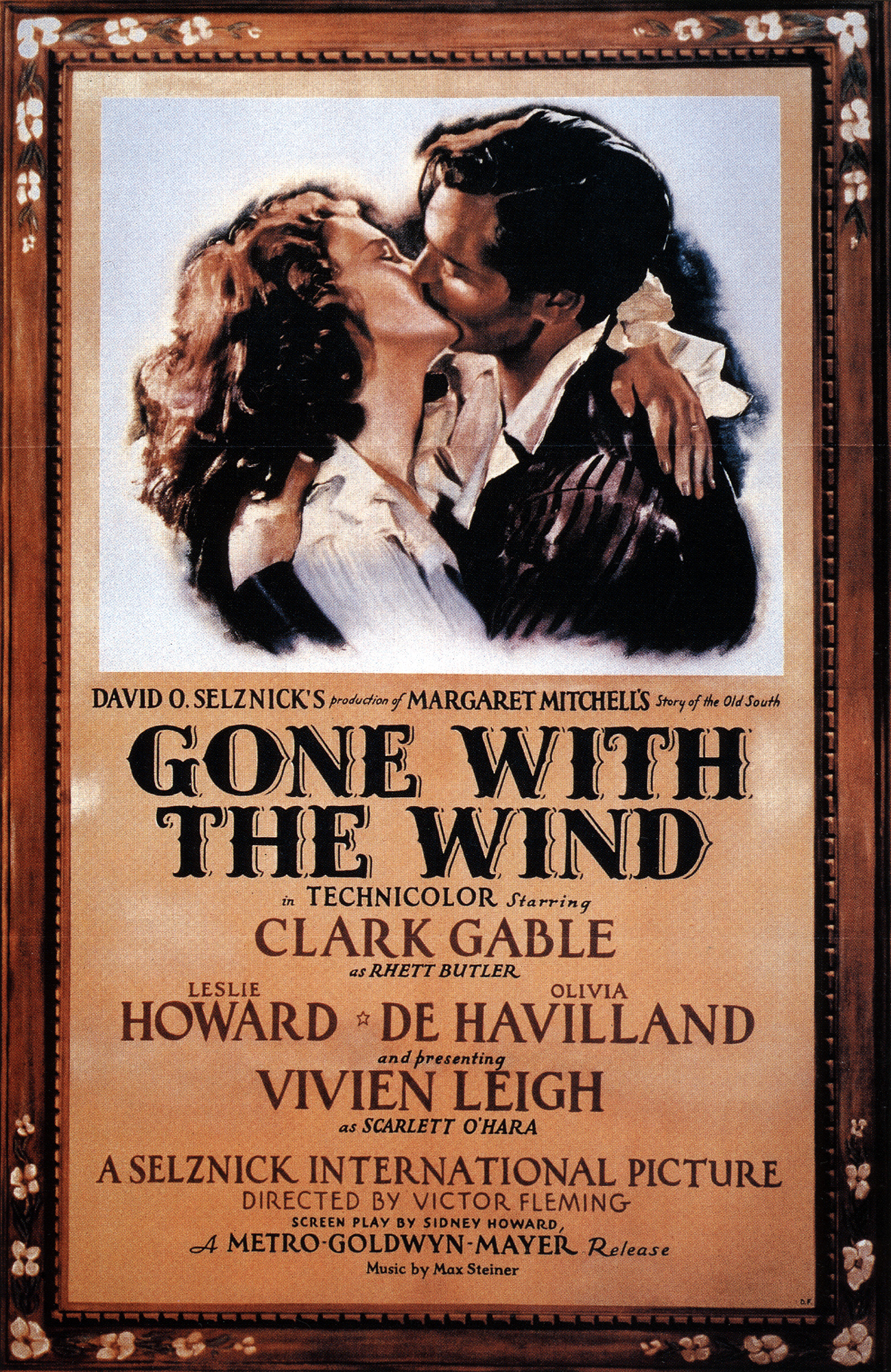
Borta med vinden, bästa film

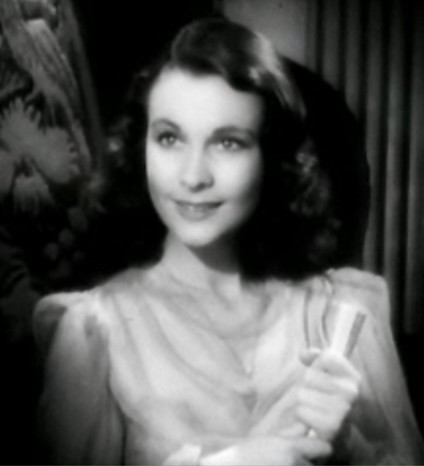
Vivien Leigh, bästa kvinnliga huvudroll

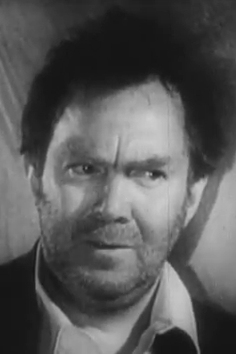
Thomas Mitchell, bästa manliga biroll

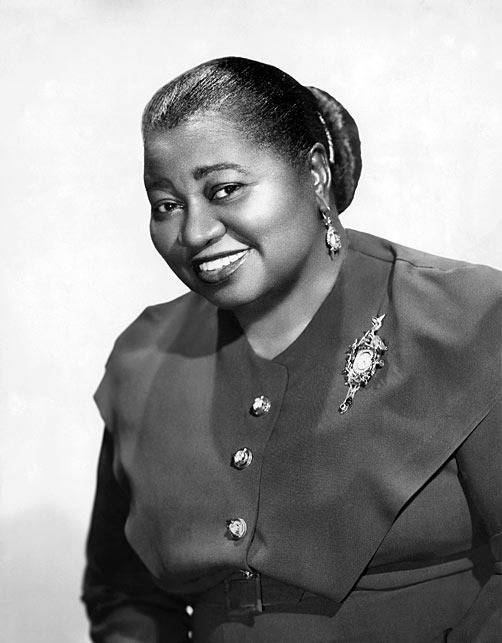
Hattie McDaniel, bästa kvinnliga biroll

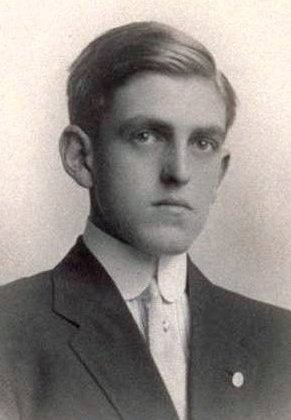
Sidney Howard, bästa manus

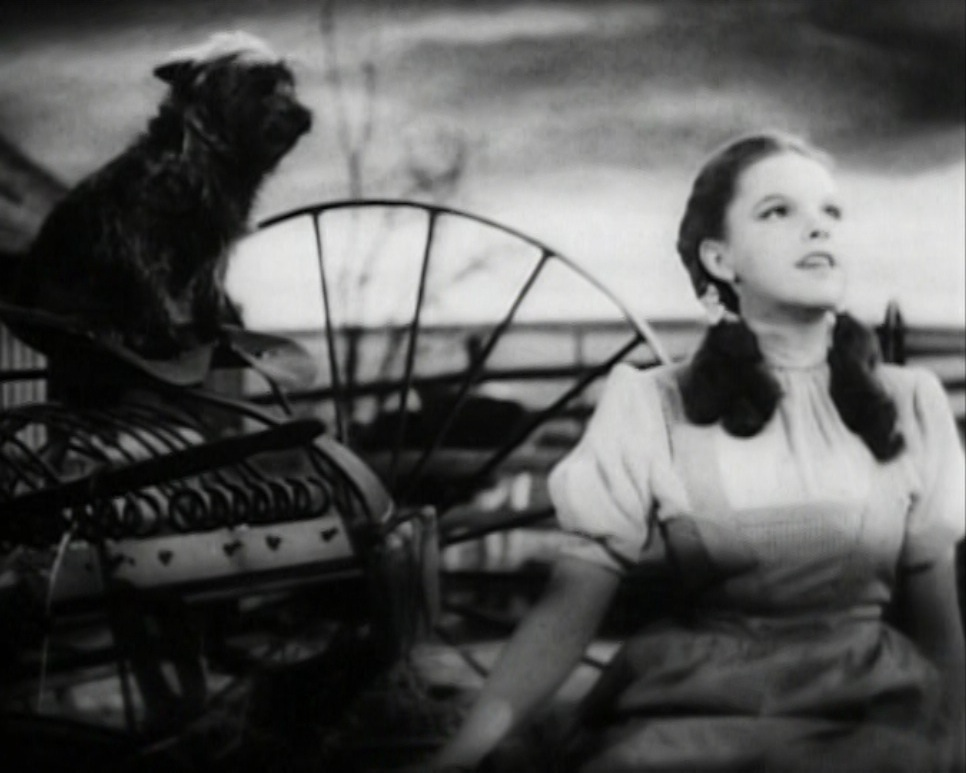
"Over the Rainbow", bästa sång

| - Borta med vinden - Seger i mörkret - Adjö, Mr. Chips - Det handlar om kärlek... - Mr Smith i Washington - Ninotchka - Möss och människor - Diligensen - Trollkarlen från Oz - Svindlande höjder | - Victor Fleming – Borta med vinden - Frank Capra – Mr Smith i Washington - John Ford – Diligensen - Sam Wood – Adjö, Mr. Chips - William Wyler – Svindlande höjder |
| Bästa manliga huvudroll | Bästa kvinnliga huvudroll |
| - Robert Donat – Adjö, Mr. Chips - Clark Gable – Borta med vinden - Laurence Olivier – Svindlande höjder - Mickey Rooney – Vi charmörer - James Stewart – Mr Smith i Washington | - Vivien Leigh – Borta med vinden - Bette Davis – Seger i mörkret - Irene Dunne – Det handlar om kärlek... - Greta Garbo – Ninotchka - Greer Garson – Adjö, Mr. Chips |
| Bästa manliga biroll | Bästa kvinnliga biroll |
| - Thomas Mitchell – Diligensen - Brian Aherne – Frihetshjälten Juarez - Harry Carey – Mr Smith i Washington - Brian Donlevy – De tappras legion - Claude Rains – Mr Smith i Washington | - Hattie McDaniel – Borta med vinden - Olivia de Havilland – Borta med vinden - Geraldine Fitzgerald – Svindlande höjder - Edna May Oliver – Flammande vildmark - Maria Ouspenskaya – Det handlar om kärlek... |
| Bästa berättelse | Bästa manus |
| - Mr Smith i Washington – Lewis R. Foster - Ungkarlsmamman – Felix Jackson - Det handlar om kärlek... – Mildred Cram och Leo McCarey - Ninotchka – Melchior Lengyel - Folkets hjälte – Lamar Trotti | - Borta med vinden – Sidney Howard (postumt) - Adjö, Mr. Chips – Eric Maschwitz, R.C. Sherriff och Claudine West - Mr Smith i Washington – Sidney Buchman - Ninotchka – Charles Brackett, Walter Reisch och Billy Wilder - Svindlande höjder – Ben Hecht och Charles MacArthur |
| Bästa kortfilm (Enaktare) | Bästa kortfilm (Tvåaktare) |
| - Busy Little Bears (Paramount) - Information Please: Series 1, No. 1 (RKO Radio) - Prophet Without Honor (MGM) - Sword Fishing (Warner Bros.) | - Sons of Liberty (Warner Bros.) - Drunk Driving (MGM) - Five Times Five (RKO Radio) |
| Bästa animerade kortfilm | Bästa adapterad musik |
| - Den fula ankungen – Walt Disney - Detouring America (Warner Bros.) - Peace on Earth (MGM) - Pluto på jaktstigen – Walt Disney | - Diligensen – Richard Hageman, W. Franke Harling, John Leipold och Leo Shuken - Vi charmörer – Roger Edens och George Stoll - Eld och lågor – Charles Previn - Operettkungen – Phil Boutelje och Arthur Lange - Ringaren i Notre Dame – Alfred Newman - Intermezzo – Louis Forbes - Mr Smith i Washington – Dimitri Tiomkin - Möss och människor – Aaron Copland - Elizabeth och Essex – Erich Wolfgang Korngold - She Married a Cop – Cy Feuer - Sången från staden – Louis Silvers - Vi musikanter – Alfred Newman - Way Down South – Victor Young     |
| Bästa originalmusik | Bästa sång |
| - Trollkarlen från Oz – Herbert Stothart - Seger i mörkret – Max Steiner - Kär över öronen – Werner Janssen - Golden Boy – Victor Young - Borta med vinden – Max Steiner - Gullivers resor – Victor Young - Mannen med järnmasken – Lud Gluskin och Lucien Moraweck - Man of Conquest – Victor Young - I döden för flyktingar – Anthony Collins - Möss och människor – Aaron Copland - När regnet kom – Alfred Newman - Svindlande höjder – Alfred Newman | - "Over the Rainbow" från Trollkarlen från Oz – Musik av Harold Arlen; Text av E.Y. Harburg - "Faithful Forever" från Gullivers resor – Musik av Ralph Rainger; Text av Leo Robin - "I Poured My Heart Into a Song" från Andra fiolen – Musik och Text av Irving Berlin - "Wishing" from Det handlar om kärlek... – Musik och Text av Buddy DeSylva |
| Bästa ljudinspelning | Bästa scenografi |
| - Morgondagen är vår – Bernard B. Brown (Universal Studio Sound Department) - Balalaika – Douglas Shearer (MGM Studio Sound Department) - Borta med vinden – Thomas T. Moulton (Samuel Goldwyn Studio Sound Department) - Adjö, Mr. Chips – A.W. Watkins (Denham Studio Sound Department) - Operettkungen – Loren L. Ryder (Paramount Studio Sound Department) - Ringaren i Notre Dame – John Aalberg (RKO Radio Studio Sound Department) - Man of Conquest – Charles L. Lootens (Republic Studio Sound Department) - Mr Smith i Washington – John P. Livadary (Columbia Studio Sound Department) - Möss och människor – Elmer Raguse (Hal Roach Studio Sound Department) - Elizabeth och Essex – Nathan Levinson (Warner Bros. Studio Sound Department) - När regnet kom – Edmund H. Hansen (Fox Studio Sound Department) | - Borta med vinden – Lyle R. Wheeler - De tappras legion – Hans Dreier och Robert Odell - Kapten Våghals – Charles D. Hall - Eld och lågor – Jack Otterson och Martin Obzina - Det handlar om kärlek... – Van Nest Polglase och Alfred Herman - Man of Conquest – John Victor Mackay - Mr Smith i Washington – Lionel Banks - Elizabeth och Essex – Anton Grot - När regnet kom – William S. Darling och George Dudley - Diligensen – Alexander Toluboff - Trollkarlen från Oz – Cedric Gibbons och William A. Horning - Svindlande höjder – James Basevi |
| Bästa foto (Svartvitt) | Bästa foto (Färg) |
| - Svindlande höjder – Gregg Toland - Eld och lågor – Joseph A. Valentine - Operettkungen – Victor Milner - Gunga Din - lansiärernas hjälte – Joseph H. August - Intermezzo – Gregg Toland - Frihetshjälten Juarez – Tony Gaudio - Kvinna från tropikerna – Norbert Brodine - Endast änglar har vingar – Joseph Walker - När regnet kom – Arthur C. Miller - Diligensen – Bert Glennon | - Borta med vinden – Ernest Haller och Ray Rennahan - Flammande vildmark – Ray Rennahan och Bert Glennon - De 4 fjädrarna – Georges Périnal och Osmond Borradaile - Mikadon – William V. Skall - Elizabeth och Essex – Sol Polito och W. Howard Greene - Trollkarlen från Oz – Harold Rosson |
| Bästa klippning | Bästa specialeffekter |
| - Borta med vinden – Hal C. Kern och James E. Newcom - Adjö, Mr. Chips – Charles Frend - Mr Smith i Washington – Gene Havlick och Al Clark - När regnet kom – Barbara McLean - Diligensen – Otho Lovering och Dorothy Spencer | - När regnet kom – Fred Sersen och Edmund H. Hansen - Borta med vinden – Jack Cosgrove, Fred Albin och Arthur Johns - Endast änglar har vingar – Roy Davidson och Edwin C. Hahn - Elizabeth och Essex – Byron Haskin och Nathan Levinson - Det spökar på rivieran – Roy Seawright - Union Pacific – Farciot Edouart, Gordon Jennings och Loren L. Ryder - Trollkarlen från Oz – A. Arnold Gillespie och Douglas Shearer |

### Heders-Oscar
- Douglas Fairbanks, Sr.
- Motion Picture & Television Fund
- William Cameron Menzies
- Technicolor Co.

### Irving G. Thalberg Memorial Award
- David O. Selznick

### Academy Juvenile Award
- Judy Garland

### Filmer med flera nomineringar
- 13 nomineringar: Borta med vinden
- 11 nomineringar: Mr Smith i Washington
- 8 nomineringar: Svindlande höjder
- 7 nomineringar: Adjö, Mr. Chips och Diligensen
- 6 nomineringar: Det handlar om kärlek..., Trollkarlen från Oz och När regnet kom
- 5 nomineringar: Elizabeth och Essex
- 4 nomineringar: Ninotchka och Möss och människor
- 3 nomineringar: Seger i mörkret, Eld och lågor, Operettkungen och Man of Conquest
- 2 nomineringar: Vi charmörer, Frihetshjälten Juarez, De tappras legion, Flammande vildmark, Ringaren i Notre Dame, Intermezzo, Gullivers resor och Endast änglar har vingar

### Filmer med flera priser
- 10 priser: Borta med vinden
- 2 priser: Diligensen och Trollkarlen från Oz